# Eumecosoma ayala
Eumecosoma ayala är en tvåvingeart som beskrevs av Kaletta 1974. Eumecosoma ayala ingår i släktet Eumecosoma och familjen rovflugor.
Artens utbredningsområde är Venezuela. Inga underarter finns listade i Catalogue of Life.